# This Flight Tonight
This Flight Tonight är en låt skriven och ursprungligen framförd av Joni Mitchell. Den spelades in till albumet Blue som gavs ut 1971 på Warner Bros. Records. Den blev också b-sida till hennes singel "Carey".
Låten återupptogs 1973 av den skotska hårdrocksgruppen Nazareth. De omarbetade låten till ett rockarrangemang och inspelningen producerades av Deep Purple-basisten Roger Glover. Låten gavs ut som singel och blev en hit i flera länder, bland annat Tyskland där den blev singeletta, Österrike där den nådde andraplatsen, och Storbritannien där den nådde plats 11 på UK Singles Chart. Den togs med på ett av deras bäst säljande album Loud 'N' Proud. Gruppens basist Pete Agnew berättade senare att Mitchell blivit mycket imponerad av deras version.